# Bezirk Kotzman
Der Bezirk Kotzman (rumänisch: Coţman; ruthenisch: Kicmań) war ein Politischer Bezirk im Herzogtum Bukowina. Der Bezirk umfasste Gebiete im Norden der Bukowina. Sitz der Bezirkshauptmannschaft war die Kleinstadt Kotzman (heute:  Kizman). Das Gebiet wurde nach dem Ersten Weltkrieg Rumänien zugeschlagen und ist heute Teil des ukrainischen Anteils der Bukowina im Südwesten der Ukraine (Oblast Tscherniwzi).

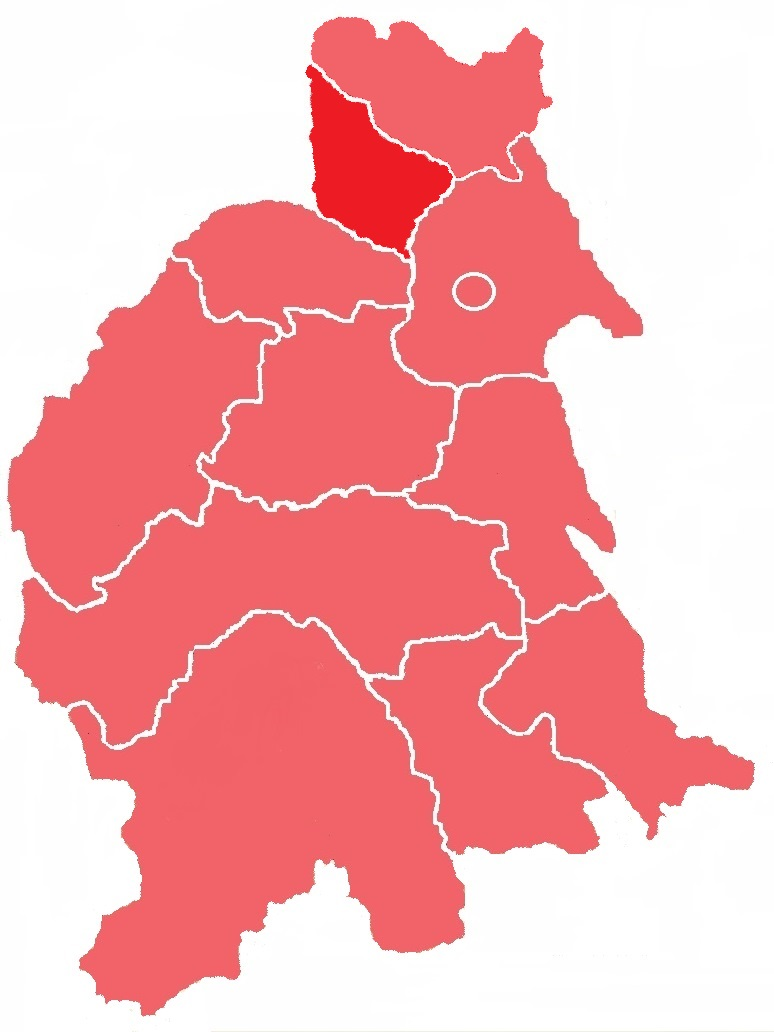
Lagekarte des Bezirks Kotzman innerhalb des Herzogtums Bukowina (1910)

## Geschichte
Die modernen, politischen Bezirke der Habsburgermonarchie wurden um das Jahr 1868 im Zuge der Trennung der politischen von der judikativen Verwaltung geschaffen. Der Bezirk Kotzman wurde 1868 aus den Gerichtsbezirken Kotzmann und Zastawna (Zastavna) gebildet. Per 1. Oktober 1905 wurde der Gerichtsbezirk Zastawna aus dem Bezirk Kotzmann ausgeschieden und zu einem eigenständigen Bezirk, dem Bezirk Zastawna, erhoben, woraufhin der Bezirk Kotzman nur noch aus dem Gerichtsbezirk Kotzmann bestand.
Im Bezirk Kotzmann lebten im Jahr 1869 76.082 Menschen, bis zum Jahr 1900 erhöhte sich die Einwohnerzahl auf  94.633 Personen. Von der Bevölkerung hatten 1900 83.419 Ruthenisch (88,2 %) als Umgangssprache angegeben, 9.167 Personen sprachen Deutsch (9,7 %), 129 Rumänisch (0,1 %) und 1.809 eine andere Sprache (1,9 %). Der Bezirk umfasste 1900 eine Fläche von 518,80 km² sowie zwei Gerichtsbezirke mit 53 Gemeinden und 51 Gutsgebieten.
| Jahr | Ein- wohner | Deutsch- sprachige | Ruthenisch- sprachige | Rumänisch- sprachige | Anders- sprachige |
| ---- | ----------- | ------------------ | --------------------- | -------------------- | ----------------- |
| 1869 | 76.082      |                    |                       |                      |                   |
| 1880 | 81.087      | 6.064              | 72.626                | 525                  | 1.787             |
| 1890 | 90.042      | 8.224              | 79.638                | 93                   | 1.974             |
| 1900 | 94.633      | 9.167              | 83.419                | 129                  | 1.809             |

## Ortschaften
Auf dem Gebiet des Bezirks bestand 1910 ein Bezirksgericht in Kotzman, diesem waren folgende Orte zugeordnet:
Gerichtsbezirk Kotzman:
- Stadt Kotzman